# 久万高原町立面河中学校
久万高原町立面河中学校（くまこうげんちょうりつ おもごちゅうがっこう）は、かつて愛媛県上浮穴郡久万高原町渋草にあった公立中学校。略称は「面中」（おもちゅう）。

## 概要
久万高原町内では、平成の市町村合併により久万高原町が成立する以前から中学校の統合が進んだ結果、旧町村ごとに1校となり、2008年時点で、同町内で合計4校となっていた。
面河中学校は旧面河村立面河中学校が、久万高原町の成立とともに久万高原町立となった。
四国山地山中の典型的な山村であり、かつては自立していたが、耕地にも恵まれず、これといった基幹産業がなく、太平洋戦争後は人口減少が顕著で、加えて面河ダム建設に伴う離村もあり、生徒数は減少が続いた。その結果、久万高原町内では久万高原町立柳谷中学校とほぼ同規模の小規模校となった。2008年度の学級数3、生徒数13名、職員数10名。山間の小規模な中学校であった。
生徒数減少と教育上の配慮から、2009年度より久万高原町立美川中学校への統合が実施された。統合後に校舎を解体し、跡地に久万高原町立面河小学校、おもご幼稚園を移転するため、久万高原町の2008年12月補正予算に校舎解体費20百万円、小学校・幼稚園の建築費に469百万円が盛り込まれた。
また、統合後の美川中学校と柳谷中学校も、ともに2015年度（平成27年度）に久万高原町立久万中学校へ統合する計画がある。

## 参考資料
- 「特集『ありがとう面中』」（PDF）『広報久万高原』2009年4月号、久万高原町、2-5頁、2017年5月29日閲覧。